# Xúdrovo
Xúdrovo (en rus: Шудрово) és un poble del krai de Krasnoiarsk, a Rússia, segons el cens del 2010 tenia 46 habitants. Pertany al districte municipal d'Aguínskoie.